# Клефти
Клефтите (на гръцки: Κλέφτες) са морски разбойници (пирати) около гръцките Егейски и Йонийски острови на Архипелага. Те са еквивалентни на херцеговинско-хърватските ускоци в Адриатика и на планинците-арматолоти в Пинд.
Често османските власти сключват с клефтите неофициални споразумения, още повече, че самата Османска империя прибягва до техните услуги или закриля и други морски разбойници като например берберските пирати. В началото на 19 век, подобно на арматолотите, и клефтите се включват в гръцката война за независимост благодарение на Петро бей, но даже след образуването на Кралство Гърция, новата власт си има сериозни неприятности с клефтите, понеже те са свикнали да са свободни и да не се подчиняват на каквато и да е власт и са недисциплинирани.
Начело на клефтите в Морея по време на т.нар. гръцка война за независимост е Теодор Колокотрони.
По българските земи думата клефт в онези години се е ползвала като синоним на морски паликар, но с отрицателна конотация.